# Застава Туниса
Застава Туниса је први пут усвојена 1831. у време бега Хасана I. Након тога је дошло до мањих измена. Ова застава није коришћена током колонијализације Француске, а после стицања независности опет је усвојена 1. јуна 1959, 1999. су промењене димензије заставе.
Састоји се од црвене подлоге на којој се у средини налази бели круг са црвеним полумесецом и звездом. Ово је симбол повезаности са Османским царством којега су били део, али и традиоционални симбол ислама. Сматра се да овај симбол доноси срећу.